# Praça do Derby
A Praça do Derby é uma praça localizada no bairro do Derby, Recife, Pernambuco.
Foi projetada e construída em 1925 em frente ao que antes foi o hotel de Delmiro Gouveia e fazia parte do projeto recreativo deste.
Teve sua construção executada no governo de Sérgio Loreto, tendo como prefeito o engenheiro Antônio de Góis. O projeto antecedeu o que foi denominado Paisagismo Moderno, lançando bases para o paisagismo depois projetado e executado pelo arquiteto Burle Marx. O projeto conta com dois grandes blocos verdes, que margeiam a Avenida Governador Agamenon Magalhães, e é cortado por uma via.

## História
O projeto de um parque recreativo vem do tempo de Delmiro Gouveia, em 1898. Conjugava a ideia do verde sanitário e o verde decorativo, conforme preconizava o arquiteto Camillo Sitte, utilizada pelo engenheiro Saturnino de Brito (1909 - 1915).
Teve sua construção realizada na primeira administração de Antônio de Góis.
Foi incluída no projeto que Burle Marx fez para vários logradouros do Recife entre 1935 e 1937.
Devido à presença do Quartel da Polícia Militar de Pernambuco, em 1986, foi instalado o Monumento ao Soldado Tombado em Cumprimento do Dever, escultura de Jobson Figueiredo, em cimento e concreto. Abaixo da plataforma existe a inscrição: "Aqui jaz o homem, aqui nasce o herói."

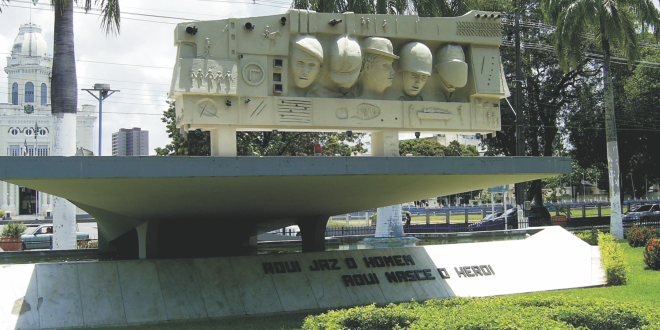
Homenagem ao Soldado Tombado no Cumprimento do Dever, 1986, Jobson Figueiredo.

## Urbanidade
A Praça do Derby é um dos maiores entroncamentos de transporte público do Recife. Por ali cruzam e desaguam coletivos que fazem a rota norte-sul e os que fazem a leste-oeste, com mais de 80 linhas de ônibus e BRT.